# Collegio uninominale Lazio - 09
Il collegio elettorale uninominale Lazio - 09 è stato un collegio elettorale uninominale della Repubblica Italiana per l'elezione del Senato tra il 2017 ed il 2022.

## Territorio
Come previsto dalla legge elettorale italiana del 2017, il collegio era stato definito tramite decreto legislativo all'interno della circoscrizione Lazio.
Era formato dal territorio di tutta la provincia di Latina.
Il collegio era parte del collegio plurinominale Lazio - 03.

## Eletti
| Elezione | Elezione | Senatore        | Partito      |
| -------- | -------- | --------------- | ------------ |
|          | 2018     | Claudio Fazzone | Forza Italia |

## Dati elettorali

### XVIII legislatura
Come previsto dalla legge elettorale, 116 senatori erano eletti con sistema a maggioranza relativa in altrettanti collegi uninominali a turno unico.
| Candidati              | Candidati                 | Voti    | %     | Liste                                | Voti    | %     |
| ---------------------- | ------------------------- | ------- | ----- | ------------------------------------ | ------- | ----- |
|                        | Claudio Fazzone ✔️ Eletto | 124 123 | 43,65 | Forza Italia                         | 56 624  | 19,91 |
| Lega                   | Claudio Fazzone ✔️ Eletto | 124 123 | 43,65 | 45 550                               | 16,02   |       |
| Fratelli d'Italia      | Claudio Fazzone ✔️ Eletto | 124 123 | 43,65 | 18 366                               | 6,46    |       |
| Noi con l'Italia - UDC | Claudio Fazzone ✔️ Eletto | 124 123 | 43,65 | 3 583                                | 1,26    |       |
|                        | Rosario Calabrese         | 97 370  | 34,24 | Movimento 5 Stelle                   | 97 370  | 34,24 |
|                        | Claudio Moscardelli       | 42 953  | 15,11 | Partito Democratico                  | 37 973  | 13,35 |
| +Europa                | Claudio Moscardelli       | 42 953  | 15,11 | 331                                  | 0,12    |       |
| Italia Europa Insieme  | Claudio Moscardelli       | 42 953  | 15,11 | 895                                  | 0,31    |       |
| Civica Popolare        | Claudio Moscardelli       | 42 953  | 15,11 | 769                                  | 0,27    |       |
|                        | Renato Campoli            | 7 681   | 2,70  | Liberi e Uguali                      | 7 681   | 2,70  |
|                        | Marco Savastano           | 4 668   | 1,64  | CasaPound                            | 4 668   | 1,64  |
|                        | Giuseppina Necci          | 2 303   | 0,81  | Potere al Popolo!                    | 2 303   | 0,81  |
|                        | Chiara Rovere             | 1 620   | 0,57  | Italia agli Italiani                 | 1 620   | 0,57  |
|                        | Sonia Muzzi               | 1 294   | 0,46  | Partito Comunista                    | 1 294   | 0,46  |
|                        | Leonardo De Stefano       | 1 049   | 0,37  | Il Popolo della Famiglia             | 1 049   | 0,37  |
|                        | Nicoletta Andreozzi       | 586     | 0,21  | Democrazia Cristiana                 | 586     | 0,21  |
|                        | Giovanna Ghezzi           | 288     | 0,10  | Per una Sinistra Rivoluzionaria      | 288     | 0,10  |
|                        | Luca Provvidera           | 210     | 0,07  | Lista del Popolo per la Costituzione | 210     | 0,07  |
|                        | Leonardo Dini             | 195     | 0,07  | PRI - ALA                            | 195     | 0,07  |
| Totale                 | Totale                    | 284 340 | 100   |                                      | 284 340 | 100   |
|                        |                           |         |       |                                      |         |       |
| Voti non validi        | Voti non validi           | 11 913  | 4,02  |                                      |         |       |
| Votanti                | Votanti                   | 296 253 | 72,77 |                                      |         |       |
| Elettori               | Elettori                  | 407 129 |       |                                      |         |       |